# Patrícia Barros
Patrícia Barros (Itabira, 12 de junho de 1981) é uma atriz e modelo brasileira. É irmã da modelo Ana Beatriz Barros.

## Carreira
Nascida em Itabira, Minas Gerais, Patrícia Barros estudou Arte e Design de Moda. Em 1999 se tornou modelo, sendo capa de revistas como as publicações francesas Madame Figaro, Biba, Marie France e das brasileiras Nova, VIP, Oscar, entre outras. Estrelou campanhas publicitárias no mundo inteiro como Christian Dior Cosmetics,  Guess,  La Redoute,  Yves Rocher, Jequiti. Em 2006 pausou a carreira de modelo para focar-se como atriz, estrelando a peça teatral Ensaio sobre a Loucura. Na televisão protagonizou a novela Corações Feridos no SBT, no papel de Amanda Almeida Varela. Atuou na peça Exercício n2: Formas Breves dirigida por Bia Lessa em cartaz no Sesc Vila Mariana em 2009. Integrou o elenco dos filmes , O Ouro das 7 Cruzes,  3:46 pm – Nostalgia,  11:55 e de O Mendoncinha. Produziu e atuou em Nati Morto e Chill Out.  Participou da novela Malhação como Mayara Marques e do seriado Morando Sozinho, como a personagem Mary Jane.  Em 2013 produziu e atuou na peça O Covil da Beleza com direção de Lavínia Pannunzio e em 2015 produziu o espetáculo A Lenda do Vale da Lua,  em cartaz no Teatro Porto Seguro. Hoje mantém contrato com a agência Ford Models.  Ela tem uma filha chamada Ashtyn, que nasceu em outubro.

## Filmografia

### Televisão
| Ano  | Título            | Personagem                      | Notas                      |
| ---- | ----------------- | ------------------------------- | -------------------------- |
| 2008 | Malhação          | Mayara                          | Episódio: "18 de dezembro" |
| 2011 | Morando Sozinho   | Mary Jane                       | Episódio: "Sorte"          |
| 2012 | Corações Feridos  | Amanda Gonçalves Almeida Varela |                            |
| 2016 | Natureza Morta    | Raphaella Assumpção             |                            |
| 2016 | Totalmente Demais | Ellen Millet                    | Episódios: "1–9 de abril"  |

### Cinema
| Ano  | Título              | Personagem | Nota           |
| ---- | ------------------- | ---------- | -------------- |
| 2003 | Motel               | Effy       | Curta-metragem |
| 2004 | 11:55 pm            |            | Curta-metragem |
| 2005 | 3:46 pm – Nostalgia |            | Curta-metragem |
| 2006 | O Mendoncinha       |            | Curta-metragem |
| 2006 | Chill Out           |            | Curta-metragem |
| 2007 | Nati Morto          | Sofia      | Curta-metragem |
| 2009 | O Ouro das 7 Cruzes | Tati       |                |

## Teatro
| Ano  | Trabalho                     | Personagem     |
| ---- | ---------------------------- | -------------- |
| 2006 | Ensaio sobre a Loucura       | Virginia Woolf |
| 2009 | Exercício Nº2: Formas Breves | Patty Difusa   |
| 2013 | Covil da Beleza              | Júlia          |
| 2016 | A Lenda do Vale da Lua       | Lúcia          |
| 2016 | Princípios                   | A Mulher       |
| 2017 | Acho que Vai Chover          | Hellen         |
| 2018 | O Gosto da Própria Carne     | A Garota       |